# تنغة (جمع أبرود)
تنغة (بالفارسية: تنگه) هي قرية تقع في إيران في قسم جمع أبرود الريفي. يقدر عدد سكانها بـ 71 نسمة بحسب إحصاء 2016.